# زمین‌لرزه ۱۹۹۴ الجزایر
زمین‌لرزه الجزایر در تاریخ ۱۸ اوت ۱۹۹۴ میلادی، برابر با ‎۲۷ مرداد ۱۳۷۳، ساعت ۱:۱۳:۰۵ به زمان یوتی‌سی در الجزایر رخ داد. ژرفای این زلزله ۶٫۷ کیلومتر بود، و بزرگی آن ۵٫۸ در مقیاس Mw اعلام شده‌است. زمین‌لرزه به وقت محلی در روز پنج‌شنبه، ساعت ۲ روی داده و منطقه زمانی آن یوتی‌سی +۱ بوده‌است.
سازمان زمین‌شناسی آمریکا نیز رومرکز این زمین‌لرزه را در مختصات ۳۵°۳۱′۱۲″شمالی ۰°۰۶′۲۲″غربی / ۳۵٫۵۲°شمالی ۰٫۱۰۶°غربی و ژرفای آنرا در ۸ کیلومتر گزارش کرده‌است. بزرگی برگزیدهٔ این سازمان از میان بزرگیهای محاسبه‌شدهٔ مختلف ۵٫۹ در مقیاس Mw بوده و از دید اثر، در میان چهار دسته‌بندی «نامحسوس»، «محسوس»، «زیان‌آور» یا «با تلفات»، زلزله را «با تلفات» اعلام کرده‌است. هزاران ساختمان در زمین‌لرزه خراب شده‌است.
پروژهٔ «تنسور گشتاور مرکزوار» زاویه‌های (راستا، شیب، ریک) گسل سازندهٔ زمین‌لرزه و صفحه عمود بر آنرا (°۴۰، °۲۳، °۷۰) یا (°۲۴۱، °۶۹، °۹۸) و نوع گسل را«معکوس» فرارسانده‌است.
شمار کشتگان زلزله حدود ۱۵۹ نفر بوده‌است. تعداد زخمیان ۲۸۹ نفر برآورده شده‌است. بی‌خانمان شدگان نیز ۹۰۰۰ نفر اعلام شده‌است.